# بد بانی
بِنیتو آنتونیو مارتینِز اُکاسیو (اسپانیایی: Benito Antonio Martínez Ocasio‎؛ زادهٔ ۱۰ مارس ۱۹۹۴) مشهور به بد بانی (انگلیسی: Bad Bunny)، رپر، خواننده و ترانه‌نویس اهل پورتوریکو است. سبک موسیقایی او به‌عنوان لاتین ترپ و رگاتون تعریف می‌شود، اگرچه موسیقی او عناصر گوناگونی از ژانرهای دیگر را نیز در خود جای داده‌است.
بد بانی در سال ۲۰۱۶ با ترانهٔ "Diles" به شهرت رسید که منجر به عقد قرارداد با هیر دس میوزیک شد. او در چند سال آینده با ترانه‌هایی مانند "Soy Peor" و همکاری با هنرمندانی از جمله فارکو، کارول جی، اوسونا، جی بالوین به جلب توجه خود ادامه داد.

## کار
هنگامی که در سوپر مارکتی در محله وگا باخا کار می‌کرد، آهنگ خود را به صورت خواننده‌ای مستقل در ساوندکلاود منتشر کرد.
تا جایی که آهنگ diles (بهشون بگو) نظر دی جی لویان (Dj Lucian) را جلب کرد و بد بانی را عضو لیبل موسیقی خود یعنی "hear this music" کرد. پس از آن، او چندین آهنگ که بالای رتبه ده را در جدول آهنگ‌های برتر لاتین در آمریکا داشتند در کارنامهٔ خود قرار داد.
آهنگ معروف او Soy peor او را در موسیقی ترپِ لاتین-آمریکایی پیشرو کرد و رتبه ۲۲ را در جدول آهنگ‌های داغ لاتین از آن خود کرد.
در تابستان ۲۰۱۷، بد بانی یک قرارداد با (Cardenas Marketing Network (CMN برای چندین کشور لاتین-آمریکایی بست.
او در ژوئیه ۲۰۱۷ تک آهنگی با همکاری بکی جی به نام mayores منتشر کرد.
در شروع نوامبر ۲۰۱۷ بد بانی مجری اولین برنامه اسپانیایی زبان شد. به نام «ترپ کینگز».
همچنین در نوامبر ۲۰۱۷ آهنگ Tu No Metes Cabra در جدول آهنگ‌های داغ لاتین، رتبه ۳۸اُم شد. ریمیکس این آهنگ هم خواستار آزادی آنوئل اِی اِی از زندان شد.
در همان موقع‌ها، آهنگ sensualidad (حساسیت)، به همراهی جی بالوین و پرینس رویس منتشر شد و در رتبه ۸ در جدول آهنگ‌های داغ لاتین قرار گرفت، در حالی که که ریمیکس آهنگ Te Boté (دور انداختمت) ِ کسپر و دارِل و نیو گارسیا و اوزونا و بد بانی و نیکی جم در صدر جدول بود.
در سال ۲۰۱۸ آهنگ کاردی بی و بد بانی و جی بالوین به نام i like it در ۱۰۰ آهنگ داغ بیلبورد، شمارهٔ یک شد. این آهنگ اولین آهنگ شماره یک بد بانی در ۱۰۰ آهنگ داغ بیلبورد شد.
در یازدهم اکتبر ۲۰۱۸، بد بانی آهنگ MIA (مالِ من) را با همکاری دریک منتشر کرد. این آهنگ هم شمارهٔ ۵ در ۱۰۰ آهنگ داغ بیلبورد شد.
در نوامبر ۲۰۱۸ بد بانی آهنگ te guste (دوستش داری) را با جنیفر لوپز منتشر کرد، به همراه موزیک ویدیویی به کارگردانی مایک هو.
بد بانی در شب کریسمس ۲۰۱۸ آلبوم خود x 100pre را منتشر کرد، پس از اینکه که لیبل Hear this musicِ دیجی لویان را ترک کرد، در لایو اینستاگرام خود گفت که او هیچوقت اجازه نداشت یک آلبوم بسازد و همچنین این را نیز گفت که موسیقی تمام آهنگ هارا خودش ساخته و اینکه او قرار است به rimas entertainment بپیوندد تا آلبومش را در ۲۴ دسامبر ۲۰۱۸ منتشر کند.
از هشتم تا دهم مارس ۲۰۱۹ بد بانی در کنسرتی در سالن امفی تئاتر José Miguel Agrelot اجرا کرد. تمام بلیط‌های این کنسرت دو روزه، در چند ساعت کوتاه فروخته شد که باعث شد پس از تقاضاهای بسیار زیاد از سوی طرفداران، روز سومی هم برای این کنسرت اجرا بشود با بلیط‌هایی با قیمت مخصوص برای دانش آموزان.
بسیاری از مهمانان به همراه بد بانی روی استیج اجرا کردند مثل تامی تروس، بکی جی، جی بالوین، ویسین و یاندل، نیِخو، پی جی سین سوئِلا، ال آلفا، خوانی وانکِز، گواینا.
بد بانی خبر از داشتن آلبومی با جی بالوین، دوست صمیمی اش، داده بود. در تاریخ ۲۸ ژوئن ۲۰۱۹ این آلبوم به نام "ااوآسیس" (OASIS) را به صورت سوپرایزی پخش کردند. این آلبوم شامل ۸ آهنگ است.

## زندگی شخصی
بنیتو در ۱۰ مارس ۱۹۹۴ در باریو آلمیرانته سور در وگا باجا، پورتوریکو متولد شد. او دو برادر دارد. بنیتو از زمانی که جوان بود می‌خواست که یک خواننده شود. او در آهنگ Ser bichote می‌گوید که مادرش می‌خواست او مهندس شود، پدرش می‌خواست که او یک بازیکن بیس بال شود، در حالی که یک معلم به او گفت که او یک آتش‌نشان خواهد شد. در عوض، او دوره‌های آموزشی ارتباطات تصویری را در دانشگاه پورتوریکو گذراند.
بنیتو از تصمیمات مربوط به بستن مدارس در پورتوریکو انتقاد کرده و با بازشدن زندان‌های بیشتر و بیشتر مقابله کرده. از آن موقع او در Telemundo's Tu Musica Urban Awards، نامزد جایزه «بشر دوست سال» شد. در سال ۲۰۱۹ او در بازی ستارگان مشهور NBA در استادیوم Bojangles در شارلوت، کارولینای شمالی بازی کرد.

## جایزه‌ها
| سال  | جایزه                                                   | گروه                                | اثر                                     | نتیجه    | منبع.         |
| ---- | ------------------------------------------------------- | ----------------------------------- | --------------------------------------- | -------- | ------------- |
| ۲۰۱۷ | هجدهمین مراسم جایزه گرمی لاتین                          | بهترین آهنگ اوربن                   | "Si Tu Novio Te Deja Sola"              | نامزدشده | [ ۳۱ ] [ ۳۲ ] |
| ۲۰۱۷ | هجدهمین مراسم جایزه گرمی لاتین                          | بهترین اجرای اوربن                  | "Si Tu Novio Te Deja Sola"              | نامزدشده | [ ۳۱ ] [ ۳۲ ] |
| ۲۰۱۷ | Premios Juventud                                        | Breakthrough Artist                 | خودش                                    | نامزدشده | [ ۳۱ ] [ ۳۲ ] |
| ۲۰۱۸ | iHeartRadio Music Awards                                | بهترین آرتیست جدید لاتین            | خودش                                    | نامزدشده | [ ۳۳ ]        |
| ۲۰۱۸ | جایزه موسیقی لاتین بیلبورد                              | آرتیست جدید سال                     | خودش                                    | نامزدشده | [ ۳۴ ]        |
| ۲۰۱۸ | جایزه موسیقی بیلبورد                                    | آهنگ برتر سال                       | "Mayores"                               | نامزدشده | [ ۳۵ ]        |
| ۲۰۱۸ | MTV Video Music Awards                                  | آهنگ تابستان                        | "I Like It" (with Cardi B and J Balvin) | پیروز    | [ ۳۶ ]        |
| ۲۰۱۸ | BET Hip Hop Awards                                      | بهترین ویدیوی هیپ هاپ               | "I Like It" (with Cardi B and J Balvin) | نامزدشده | [ ۳۷ ]        |
| ۲۰۱۸ | BET Hip Hop Awards                                      | بهترین همکاری، دو نفره، گروهی       | "I Like It" (with Cardi B and J Balvin) | نامزدشده | [ ۳۷ ]        |
| ۲۰۱۸ | BET Hip Hop Awards                                      | تک آهنگ سال                         | "I Like It" (with Cardi B and J Balvin) | نامزدشده | [ ۳۷ ]        |
| ۲۰۱۸ | جایزه موسیقی آمریکای لاتین                              | آرتیست سال                          | خودش                                    | پیروز    | [ ۳۸ ]        |
| ۲۰۱۸ | جایزه موسیقی آمریکای لاتین                              | آرتیست جدید سال                     | خودش                                    | نامزدشده | [ ۳۸ ]        |
| ۲۰۱۸ | جایزه موسیقی آمریکای لاتین                              | آهنگ جدید سال                       | "Mayores"                               | نامزدشده | [ ۳۸ ]        |
| ۲۰۱۸ | جایزه موسیقی آمریکای لاتین                              | آهنگ موردعلاقه مردم - پاپ           | "El Baño"                               | نامزدشده | [ ۳۸ ]        |
| ۲۰۱۸ | جایزه موسیقی آمریکای لاتین                              | آهنگ موردعلاقه مردم - اوربن         | "Mayores"                               | پیروز    | [ ۳۸ ]        |
| ۲۰۱۸ | نوزدهمین مراسم جایزه گرمی لاتین                         | بهترین آهنگ اوربن                   | "Sensualidad"                           | نامزدشده | [ ۳۹ ]        |
| ۲۰۱۸ | Soul Train Music Awards                                 | Rhythm & Bars Award                 | "I Like It" (with Cardi B and J Balvin) | نامزدشده | [ ۴۰ ]        |
| ۲۰۱۹ | شصت و یکمین مراسم گرمی                                  | Record of the Year                  | "I Like It" (with Cardi B and J Balvin) | نامزدشده | [ ۴۱ ]        |
| ۲۰۱۹ | Premios Lo Nuestro                                      | آهنگ اوربن سال                      | "Dura (Remix)"                          | نامزدشده | [ ۴۲ ] [ ۴۳ ] |
| ۲۰۱۹ | Premios Lo Nuestro                                      | آهنگ اوربن سال                      | "El Baño (Remix)"                       | نامزدشده | [ ۴۲ ] [ ۴۳ ] |
| ۲۰۱۹ | Premios Lo Nuestro                                      | آرتیست مرد اوربن سال                | خودش                                    | نامزدشده | [ ۴۲ ] [ ۴۳ ] |
| ۲۰۱۹ | Premios Lo Nuestro                                      | ریمیکس سال                          | "Dura (Remix)"                          | نامزدشده | [ ۴۲ ] [ ۴۳ ] |
| ۲۰۱۹ | Premios Lo Nuestro                                      | ریمیکس سال                          | "El Baño (Remix)"                       | نامزدشده | [ ۴۲ ] [ ۴۳ ] |
| ۲۰۱۹ | Premios Lo Nuestro                                      | ریمیکس سال                          | "Te Boté (Remix)"                       | پیروز    | [ ۴۲ ] [ ۴۳ ] |
| ۲۰۱۹ | Premios Lo Nuestro                                      | همکاری اوربن سال                    | "Dura (Remix)"                          | نامزدشده | [ ۴۲ ] [ ۴۳ ] |
| ۲۰۱۹ | Premios Lo Nuestro                                      | همکاری اوربن سال                    | "El Baño (Remix)"                       | نامزدشده | [ ۴۲ ] [ ۴۳ ] |
| ۲۰۱۹ | Premios Lo Nuestro                                      | Crossover Collaboration of the Year | "Está Rico"                             | نامزدشده | [ ۴۲ ] [ ۴۳ ] |
| ۲۰۱۹ | Premios Lo Nuestro                                      | Crossover Collaboration of the Year | "I Like It"                             | نامزدشده | [ ۴۲ ] [ ۴۳ ] |
| ۲۰۱۹ | Premios Lo Nuestro                                      | Crossover Collaboration of the Year | "Mía"                                   | نامزدشده | [ ۴۲ ] [ ۴۳ ] |
| ۲۰۱۹ | Premios Lo Nuestro                                      | تور سال                             | La Nueva Religión Tour PT. 2            | نامزدشده | [ ۴۲ ] [ ۴۳ ] |
| ۲۰۱۹ | Telemundo's Tu Musica Urban Awards                      | آرتیست مرد اوربن                    | خودش                                    | نامزدشده | [ ۴۴ ]        |
| ۲۰۱۹ | Telemundo's Tu Musica Urban Awards                      | آهنگ آرتیست بین‌المللی               | "I Like It"                             | نامزدشده | [ ۴۴ ]        |
| ۲۰۱۹ | Telemundo's Tu Musica Urban Awards                      | ویدیوی آرتیست بین‌المللی             | "I Like It"                             | نامزدشده | [ ۴۴ ]        |
| ۲۰۱۹ | Telemundo's Tu Musica Urban Awards                      | ریمیکس سال                          | "Te Boté"                               | پیروز    | [ ۴۴ ]        |
| ۲۰۱۹ | Telemundo's Tu Musica Urban Awards                      | ریمیکس سال                          | "Dura"                                  | نامزدشده | [ ۴۴ ]        |
| ۲۰۱۹ | Telemundo's Tu Musica Urban Awards                      | همکاری سال                          | "Está Rico"                             | نامزدشده | [ ۴۴ ]        |
| ۲۰۱۹ | Telemundo's Tu Musica Urban Awards                      | همکاری سال                          | "Mia"                                   | نامزدشده | [ ۴۴ ]        |
| ۲۰۱۹ | Telemundo's Tu Musica Urban Awards                      | همکاری سال                          | "Te Guste"                              | نامزدشده | [ ۴۴ ]        |
| ۲۰۱۹ | Telemundo's Tu Musica Urban Awards                      | آلبوم سال                           | X 100pre                                | نامزدشده | [ ۴۴ ]        |
| ۲۰۱۹ | Telemundo's Tu Musica Urban Awards                      | ویدیوی سال                          | "Te Boté (Remix)"                       | پیروز    | [ ۴۴ ]        |
| ۲۰۱۹ | Telemundo's Tu Musica Urban Awards                      | آرتیست سال                          | خودش                                    | نامزدشده | [ ۴۴ ]        |
| ۲۰۱۹ | Telemundo's Tu Musica Urban Awards                      | آهنگ سال                            | "Estamos Bien"                          | نامزدشده | [ ۴۴ ]        |
| ۲۰۱۹ | Telemundo's Tu Musica Urban Awards                      | کنسرت سال                           | Trap Kingz                              | نامزدشده | [ ۴۴ ]        |
| ۲۰۱۹ | Telemundo's Tu Musica Urban Awards                      | جایزه بشر دوستانه سال               | خودش                                    | نامزدشده | [ ۴۴ ]        |
| ۲۰۱۹ | El Premio ASCAP                                         | آهنگ سال                            | "I Like It"                             | پیروز    | [ ۴۵ ]        |
| ۲۰۱۹ | El Premio ASCAP                                         | آهنگ‌های برنده                       | "El Baño"                               | پیروز    | [ ۴۵ ]        |
| ۲۰۱۹ | El Premio ASCAP                                         | آهنگ‌های برنده                       | "Mía"                                   | پیروز    | [ ۴۵ ]        |
| ۲۰۱۹ | El Premio ASCAP                                         | آهنگ‌های برنده                       | "Mayores"                               | پیروز    | [ ۴۵ ]        |
| ۲۰۱۹ | El Premio ASCAP                                         | آهنگ‌های برنده                       | "Sensualidad"                           | پیروز    | [ ۴۵ ]        |
| ۲۰۱۹ | El Premio ASCAP                                         | آهنگ‌های برنده                       | "Te Boté (Remix)"                       | پیروز    | [ ۴۵ ]        |
| ۲۰۱۹ | El Premio ASCAP                                         | آهنگ‌های برنده                       | "Solita"                                | پیروز    | [ ۴۵ ]        |
| ۲۰۱۹ | 2019 iHeartRadio Music Awards\|iHeartRadio Music Awards | بهترین همکاری                       | "I Like It"                             | نامزدشده | [ ۲۹ ]        |
| ۲۰۱۹ | 2019 iHeartRadio Music Awards\|iHeartRadio Music Awards | آهنگ هیپ هاپ سال                    | "I Like It"                             | نامزدشده | [ ۲۹ ]        |
| ۲۰۱۹ | 2019 iHeartRadio Music Awards\|iHeartRadio Music Awards | بهترین موزیک ویدیو                  | "I Like It"                             | نامزدشده | [ ۲۹ ]        |
| ۲۰۱۹ | 2019 iHeartRadio Music Awards\|iHeartRadio Music Awards | آرتیست لاتین سال                    | خودش                                    | نامزدشده | [ ۲۹ ]        |
| ۲۰۱۹ | جایزه موسیقی بیلبورد                                    | آرتیست برتر لاتین                   | خودش                                    | نامزدشده |               |
| ۲۰۱۹ | جایزه موسیقی بیلبورد                                    | آلبوم برتر لاتین                    | X 100pre                                | نامزدشده |               |
| ۲۰۱۹ | جایزه موسیقی بیلبورد                                    | آهنگ برتر لاتین                     | "Te Bote"                               | پیروز    |               |
| ۲۰۱۹ | جایزه موسیقی بیلبورد                                    | آهنگ برتر لاتین                     | "Mia"                                   | نامزدشده |               |
| ۲۰۱۹ | جایزه موسیقی بیلبورد                                    | ۱۰۰ آهنگ داغ سال                    | "I Like It"                             | نامزدشده |               |
| ۲۰۱۹ | جایزه موسیقی بیلبورد                                    | پر بازدیدترین آهنگ سال              | "I Like It"                             | نامزدشده |               |
| ۲۰۱۹ | جایزه موسیقی بیلبورد                                    | همکاری برتر                         | "I Like It"                             | نامزدشده |               |
| ۲۰۱۹ | جایزه موسیقی بیلبورد                                    | آهنگ پر فروش سال                    | "I Like It"                             | نامزدشده |               |
| ۲۰۱۹ | جایزه موسیقی بیلبورد                                    | آهنگ رپ برتر                        | "I Like It"                             | پیروز    |               |